# شان براک
شان براک (انگلیسی: Sean Brock؛ زادهٔ ۱۹۷۸) سرآشپز و رستوران‌دار اهل ایالات متحده آمریکا است.
او در سال ۲۰۱۰ برنده جایزه بنیاد جیمز بیرد برای بهترین آشپز جنوب شرقی آمریکا شد. او همچنین نامزد دریافت جایزه «سرآشپز برجسته» و «سرآشپز برتر نوظهور» شده‌است. نخستین کتاب آشپزی او که در اکتبر ۲۰۱۴ منتشر شد، در زمرهٔ کتاب‌های پرفروش نیویورک تایمز است و برندهٔ جایزه بنیاد جیمز بیرد هم شد. کتاب آشپزی دوم او را نیویورکر به‌عنوان بهترین کتاب آشپزی سال ۲۰۱۹ انتخاب کرد.